# Charity Egenti
Charity Nwaamaka Egenti, coniugata Szczechowiak (Lagos, 30 aprile 1985), è un'ex cestista nigeriana con cittadinanza polacca naturalizzata statunitense.

## Carriera
Con la Nigeria ha disputato due edizioni dei Campionati africani (2007, 2009).